# Randouski
Randouski (biał. Рандоўскі, ros. Рандовский) – przystanek kolejowy położony 3,8 km od miejscowości Randouka, w rejonie homelskim, w obwodzie homelskim, na Białorusi. Leży na linii Homel - Łuniniec - Żabinka.
W 2017 lokalizacja przystanku została przeniesiona na zachód (w stronę Kalinkowicz). Do 2017 przystanek Randouski był położony na 289,739 km linii.